# Kim Jung-Joo
Kim Jung-Joo, född 11 november 1981 i Jinju, Sydkorea, är en sydkoreansk boxare.
Han har tagit masterexamen i idrott och hälsa på Sangji University.

## Meriter

### Olympiska meriter

#### Olympiska sommarspelen 2008
- Huvudartikel: Boxning vid olympiska sommarspelen 2008

| Tävlande     | Viktklass  | Sextondelsfinal            | Åttondelsfinal       | Kvartsfinal          | Semifinal                | Final                |        |
| Tävlande     | Viktklass  | Motståndare Resultat       | Motståndare Resultat | Motståndare Resultat | Motståndare Resultat     | Motståndare Resultat |        |
| ------------ | ---------- | -------------------------- | -------------------- | -------------------- | ------------------------ | -------------------- | ------ |
| Kim Jung-Joo | Weltervikt | Culcay-Keth (GER) W +11-11 | Jackson (ISV) W 10-0 | Andrade (USA) W 11-9 | Särsekbajev (KAZ) L 6-10 | Gick inte vidare     | Bronze |